# Neuromedina N
La neuromedina N es un neuropéptido derivado del mismo polipéptido precursor de la neurotensina, con efectos y expresión similares aunque más sutiles que esta.